# Прлич, Ядранко
Ядранко Прлич (хорв. Jadranko Prlić, род. 10 июня 1959) — боснийский политический и государственный деятель хорватского происхождения, премьер-министр непризнанной Хорватской республики Герцег-Босна в 1993—1996 годах. Занимал также должности министра обороны Федерации Боснии и Герцеговины (1994—1996), министра иностранных дел Боснии и Герцеговины (1996—2001).

## Биография
Родился 10 июня 1959 в Джяково, в хорватской семье.
Окончил экономический факультет Сараевского университета, где позднее получил докторскую степень.
Вступил в Союз Коммунистов Югославии примерно в 1970-х годах.
20 ноября 1993 был назначен премьер-министром Хорватской республики Герцег-Босна. С января 1996 по февраль 2001 занимал должность главы МИД БиГ.

## Трибунал
Ядранко Прличу предъявили обвинения в: нарушениях Женевской конвенции, военных преступлениях, нарушениях законов и обычаев войны, преступлениях против человечества. Международный трибунал по бывшей Югославии начал рассматривать дело Прлича и еще нескольких боснийских хорватов 26 апреля 2006 года.
29 мая 2013 года Прлич был признан виновным и приговорен к 25 годам лишения свободы за военные преступления против боснийских мусульман во время Хорватско-боснийского конфликта 1992—1994 годов.
29 ноября 2017 апелляционная палата трибунала оставила приговор без изменений.
По состоянию на 2024 год отбывает наказание.